# Неджд і Хаса
Емірат Неджд і Хаса (إمارة نجد والأحساء) — держава, яка існувала з 1913 по 1921 рік, монархія на чолі з домом Саудитів. Держава сформувалася після захоплення у квітні 1913 року саудівськими військами Ель-Хасу з-під контролю османського гарнізону, під час завоювання Ель-Хасу.